# Papillon (pel·lícula de 1973)
Papillon és una pel·lícula estatunidenca dirigida per Franklin J. Schaffner i estrenada l'any 1973. El guió va ser signat per Dalton Trumbo, basat en la novel·la homònima d'Henri Charrière.	

## Argument
Papillon, un home condemnat per assassinat, és enviat a un penal de la Guaiana Francesa. Durant el viatge en vaixell, coneix Luis Dega, falsificador de Bons de la Defensa Nacional, un home feble, a qui Papillon ofereix protecció a canvi dels diners que necessita per fugir de la presó.

## Comentaris
Dalton Trumbo, guionista represaliat per McCarthy, va escriure un guió ben estructurat. En principi, Roman Polanski es va interessar pel projecte per rodar amb Warren Beatty com a protagonista. Finalment va entrar en escena Franklin J. Schaffner, que no solament va exercir de director, sinó que també va fer les funcions de coproductor, optant per dur a terme la major part del rodatge a Espanya i a Jamaica.

## Repartiment
- Steve McQueen: Henri 'Papillon' Charrière
- Dustin Hoffman: Louis Dega
- Victor Jory: Cap indi
- Don Gordon: Julot
- Anthony Zerbe: Toussaint Cap de la colònia dels leprosos
- Robert Deman: André Maturette
- Woodrow Parfrey: Clusiot
- Bill Mumy: Lariot
- George Coulouris: Dr. Chatal
- Ratna Assan: Zoraima
- William Smithers: Warden Barrot
- Val Avery: Pascal
- Vic Tayback: Sergent

## Nominacions
- 1974: Oscar a la millor banda sonora per Jerry Goldsmith
- 1974: Globus d'Or al millor actor dramàtic per Steve McQueen